# 독정역
독정(로얄파크씨티)역(Dokjeong(Royal Park City)Station, 篤亭驛)은 인천광역시 서구 백석동 독정사거리에 위치한 인천 도시철도 2호선의 전철역이다. 일대에 독정이라는 정자가 있었다 하여 독재이, 독정이 등으로 불린 자연마을에서 역명이 유래하였다. 이 역부터 검단사거리역까지 지하 구간이다.

## 특징
이 역과 검암역을 지나갈 때 경인아라뱃길 위를 지나가게 되며, 검암철교를 횡단한다.

## 역사
- 역명 변천사 : 백석 > 한들 > 독정(확정)
- 2015년 10월 5일 : 독정역으로 역명 결정[1]
- 2016년 7월 30일 : 인천 도시철도 2호선 개통과 함께 영업 개시[2]

## 역 구조
2면 2선의 상대식 승강장을 갖추고 있으며, 스크린도어가 설치되어 있다.

### 승강장
| 완정 ↑ |
| \| 상  |
| ↓ 검암 |

| 상행 | ● 인천 도시철도 2호선 | 완정·마전·검단사거리·왕길·검단오류 방면                           |
| 하행 | ● 인천 도시철도 2호선 | 검암·서구청·석남·인천가좌·주안·만수·남동구청·인천대공원·운연 방면 |

- 대합실을 통해 반대편 승강장으로 이동이 가능하다.

## 역 주변
| 나가는 곳 | 방면                                                                         |
| --------- | ---------------------------------------------------------------------------- |
| 1         | 인천당하초등학교 백석고가                                                    |
| 2         | 백석동 방면                                                                  |
| 3         | 백석초등학교 백석고등학교 인천당하중학교 한국주얼리고등학교 인천세무고등학교 |

## 인접한 역
| 인천 도시철도 2호선     | 인천 도시철도 2호선   | 인천 도시철도 2호선 |
| ----------------------- | --------------------- | ------------------- |
| I205 완정 검단오류 방면 | ● 인천 도시철도 2호선 | I207 검암 운연 방면 |

## 사진

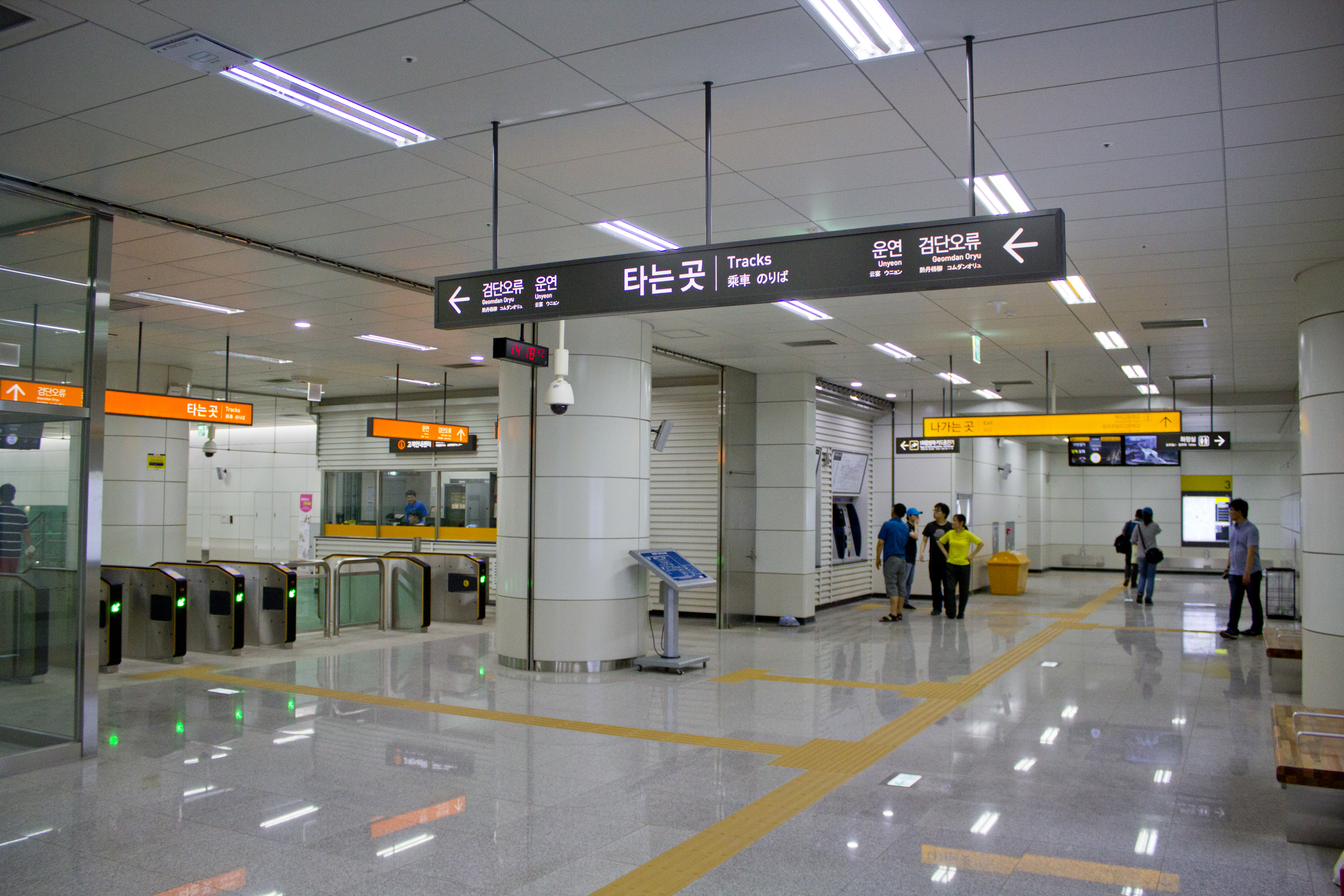
대합실
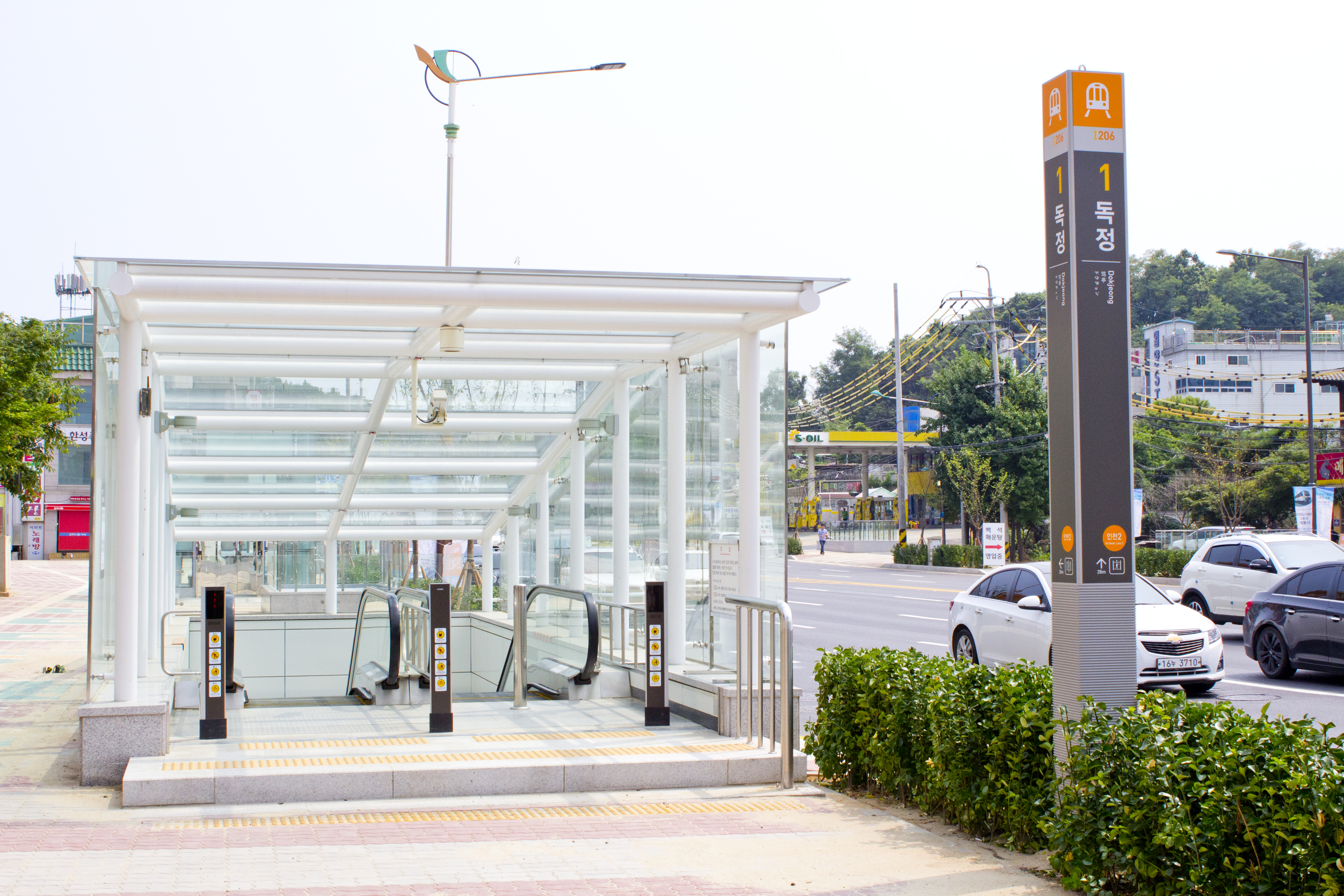
인천2호선 독정역 1번출구
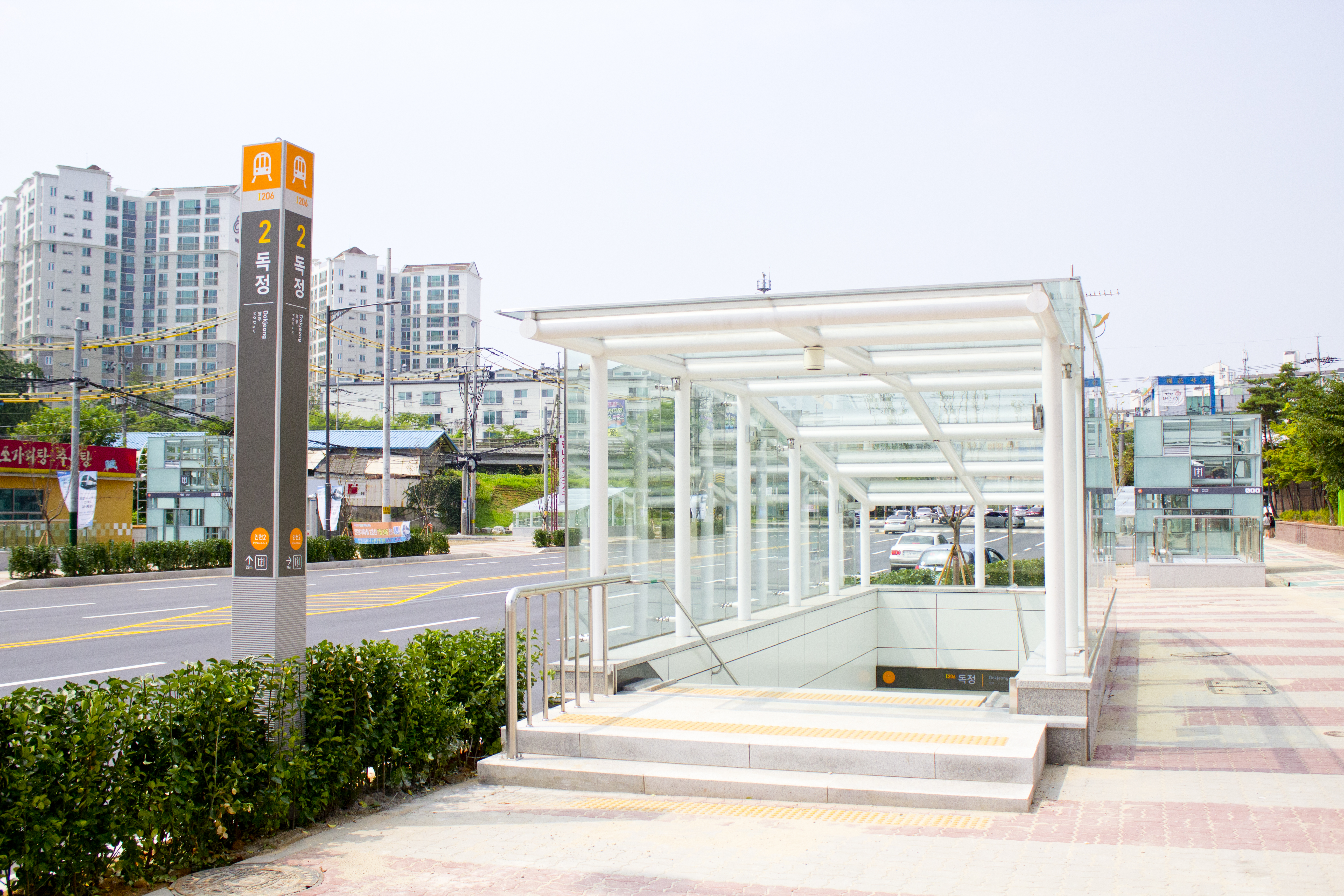
인천2호선 독정역 2번출구
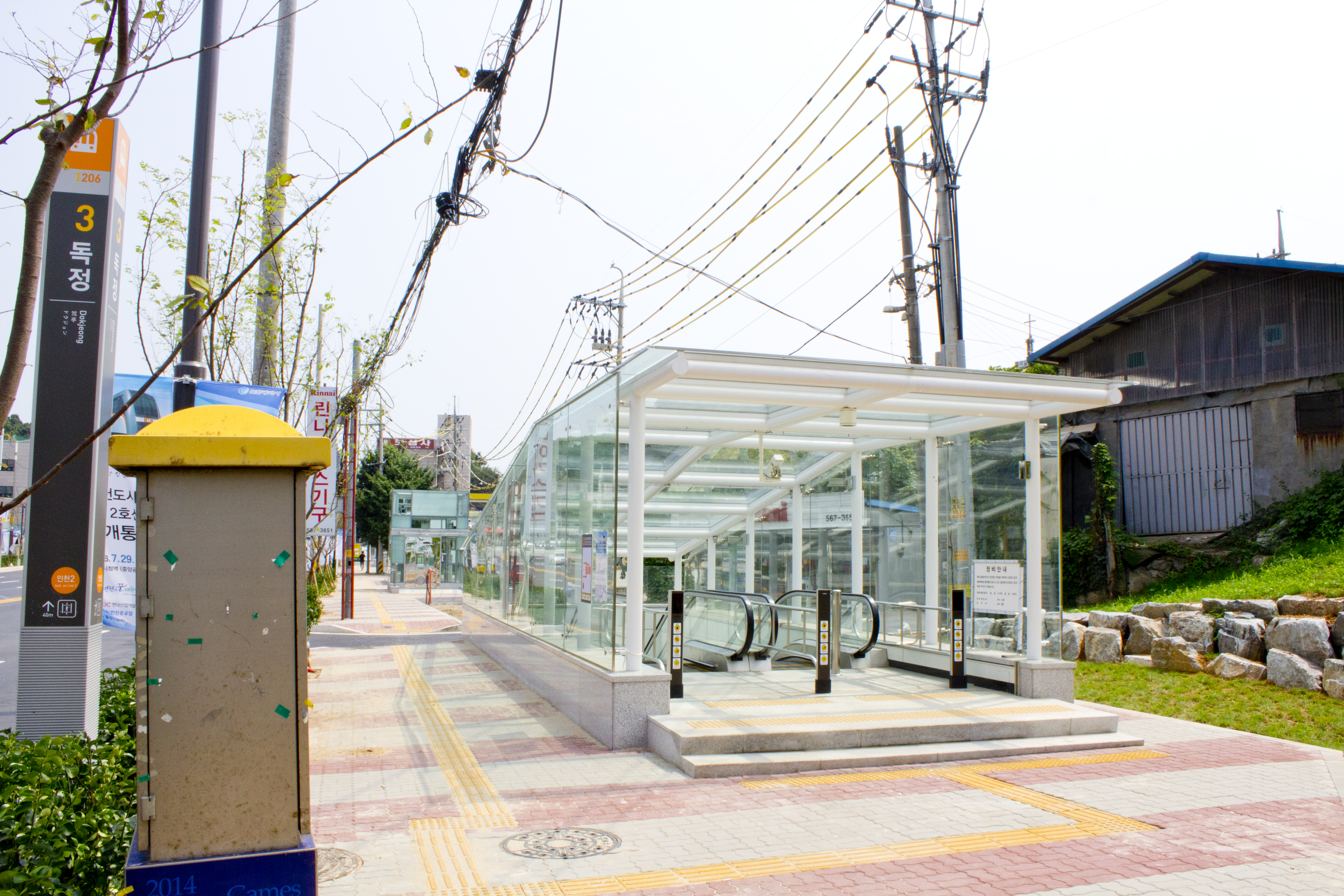
인천2호선 독정역 3번출구